# Ivo Chiesa
Ivo Chiesa (Genova, 22 dicembre 1920 – Genova, 26 luglio 2003) è stato un impresario teatrale, giornalista, produttore discografico e commediografo italiano, direttore del Teatro Stabile di Genova dal 1955 al 2000.

## Biografia
Iniziò a interessarsi di teatro come critico; nel 1946 fondò, con Gian Maria Guglielmino, la rivista Sipario, di cui fu direttore fino al 1951.
Pioniere del teatro italiano, ha portato il Teatro Stabile di Genova, fondato nel 1951, a notorietà nazionale e internazionale; ha diretto il Teatro stabile genovese per 44 anni, dal 1955 al 1999, condividendo l'incarico con Luigi Squarzina nel decennio 1965-75.
Sotto la sua direzione hanno lavorato a Genova grandi registi europei come Benno Besson, Peter Stein, Ottomar Kreica, William Gaskill, Terry Hands. Importante è stata anche la presenza del Teatro di Genova all'estero: 24 spettacoli che hanno realizzato 370 rappresentazioni in 56 città, tra Stati Uniti, Canada, Argentina, Brasile, Venezuela, Messico, Uruguay, Perù, Cuba, Russia, Francia, Inghilterra, Scozia, Paesi Bassi, Svizzera e nei più importanti festival teatrali internazionali. In Italia, questi dati sono secondi solo a quelli del Piccolo Teatro di Milano. Nel 2000 si è ritirato lasciando la direzione del teatro a Carlo Repetti e Marco Sciaccaluga.
Ha scritto anche alcune commedie, per esempio Gente nel tempo, tratta dall'omonimo romanzo di Massimo Bontempelli (1949), o Moby Dick, Ulisse e la balena bianca, tratto dal capolavoro di Herman Melville e rappresentata in occasione del cinquecentenario della scoperta dell'America nel nuovo teatro costruito da Renzo Piano (1992).
In campo discografico è stato attivo negli anni sessanta, cofondando l'etichetta Karim, che lanciò, tra gli altri, Orietta Berti, Memo Remigi e Fabrizio De André.
A Ivo Chiesa è stato intitolato il Teatro della Corte, dopo la sua morte avvenuta nel 2003.

## Riconoscimenti
- Premio Flaiano sezione teatro[1]
  - 2002 – Alla carriera